# Halakeri, Ron
Halakeri là một làng thuộc tehsil Ron, huyện Gadag, bang Karnataka, Ấn Độ.